# Tour ivoirien de la paix 2008
La 1re édition de la course cycliste par étapes le Tour ivoirien de la paix a eu lieu du 6 au 12 mars 2008 et a été remportée par le français Rony Martias.

## Classement final
| \| 1. Rony Martias \| \| Bouygues Telecom \| en \| 17 h 15 min 38 s \| \| 2. Sébastien Turgot \| \| Bouygues Telecom \| \| m.t \| \| 3. Jean-Marc Marino \| \| Crédit agricole \| + \| 11 s \| \| 4. Walter Proch \| \| LPR Brakes \| \| 25 s \| \| 5. Daniel Teklehaymanot \| \| Érythrée \| \| 37 s \| \| 6. Nicolas Roche \| \| Crédit agricole \| \| 41 s \| \| 7. Harald Totschnig \| \| Elk Haus-Simplon \| \| 42 s \| \| 8. Jimmy Engoulvent \| \| Crédit agricole \| \| 1 min 10 s \| \| 9. Mathieu Claude \| \| Bouygues Telecom \| \| 1 min 18 s \| \| 10. Ahmed Mhraihi \| \| Tunisie \| \| 2 min 14 s \| |  |                  |    |                  |
| 1. Rony Martias |  | Bouygues Telecom | en | 17 h 15 min 38 s |
| 2. Sébastien Turgot |  | Bouygues Telecom |    | m.t              |
| 3. Jean-Marc Marino |  | Crédit agricole  | +  | 11 s             |
| 4. Walter Proch |  | LPR Brakes       |    | 25 s             |
| 5. Daniel Teklehaymanot |  | Érythrée         |    | 37 s             |
| 6. Nicolas Roche |  | Crédit agricole  |    | 41 s             |
| 7. Harald Totschnig |  | Elk Haus-Simplon |    | 42 s             |
| 8. Jimmy Engoulvent |  | Crédit agricole  |    | 1 min 10 s       |
| 9. Mathieu Claude |  | Bouygues Telecom |    | 1 min 18 s       |
| 10. Ahmed Mhraihi |  | Tunisie          |    | 2 min 14 s       |

## Étapes
| Détail                 | Date    | Villes étapes          | km  | Vainqueur d'étape                   | Leader du classement général        |
| ---------------------- | ------- | ---------------------- | --- | ----------------------------------- | ----------------------------------- |
| Course par élimination | 6 mars  | Abidjan                | -   | Roberto Ferrari (LPR Brakes)        |                                     |
| 1re étape              | 7 mars  | Abidjan - Abengourou   | 160 | Sébastien Turgot (Bouygues Telecom) | Sébastien Turgot (Bouygues Telecom) |
| 2e étape               | 8 mars  | Dimbokro - Bouaké      | 180 | Sergio Laganà (LPR Brakes)          | Sébastien Turgot (Bouygues Telecom) |
| 3e étape               | 9 mars  | Man - Daloa            | 163 | Walter Proch (LPR Brakes)           | Rony Martias (Bouygues Telecom)     |
| 4e étape               | 10 mars | Daloa - Yamoussoukro   | 140 | Jimmy Engoulvent (Crédit agricole)  | Rony Martias (Bouygues Telecom)     |
| 5e étape               | 11 mars | Yamoussoukro - Gagnoa  | 130 | Stefan Rucker (Elk Haus - Simplon)  | Rony Martias (Bouygues Telecom)     |
| 6e étape               | 12 mars | Grand Bassam - Abidjan | 100 | annulé pour cause d'inondations     | Rony Martias (Bouygues Telecom)     |